# Stéphane Aussel
Pour les articles homonymes, voir Aussel.
Stéphane Aussel (né le 10 novembre 1972) est un joueur français de rugby à XV qui évoluait au poste de centre  (1,80 m pour 85 kg). 

## Biographie
Stéphane Aussel a effectué toute sa carrière au sein de l'effectif de l'Aviron bayonnais.

## Carrière
- Aviron bayonnais